# كالوميت سيتي
كالوميت سيتي (إلينوي) (بالإنجليزية: Calumet City, Illinois)‏ هي مدينة تقع في الولايات المتحدة في إلينوي. يقدر عدد سكانها بـ 37,042 نسمة .